# Tratamiento de gas con aminas
El tratamiento de gas con aminas, también conocido como eliminación del gas ácido y endulzamiento, es un grupo de procesos que utilizan soluciones acuosas de varias aminas para eliminar el sulfuro de hidrógeno (H2S) y dióxido de carbono (CO2) de los gases. Es un proceso usado en refinerías de petróleo, plantas petroquímicas, plantas de procesamiento de gas natural y otras industrias. Los procesos consisten en la absorción del gas por soluciones químicas acuosas de amina a presión y a temperatura ambiente.

## Aminas para tratar el gas
Hay muchas aminas usadas para tratar el gas:
- Monoetanolamina - MEA
- Dietanolamina - DEA
- Metildietanolamina - MDEA
- Diisopropilamina - DIPA
- Diglicolamina - Econoamina (DGA)

La fórmula exacta de la dietolamina es HO-CH2-CH2-NH-CH2-CH2-OH y se utiliza en los procesos de endulzamiento del gas amargo, tiene una temperatura de ebullición de 270 °C y su apariencia es la de un líquido claro, incoloro, viscoso y con ligero olor a amoníaco.
Existen también combinaciones de aminas que se usan para mejorar la extracción de los gases ácidos y minimizar la corrosión en los equipos usados. Las aminas se emplean en soluciones acuosas que van del 20% al 70% en peso de amina en agua.
Las aminas también se utilizan para eliminar gases ácidos de los hidrocarburos líquidos, por ejemplo, el gas licuado del petróleo (GLP).